# Digiscoping

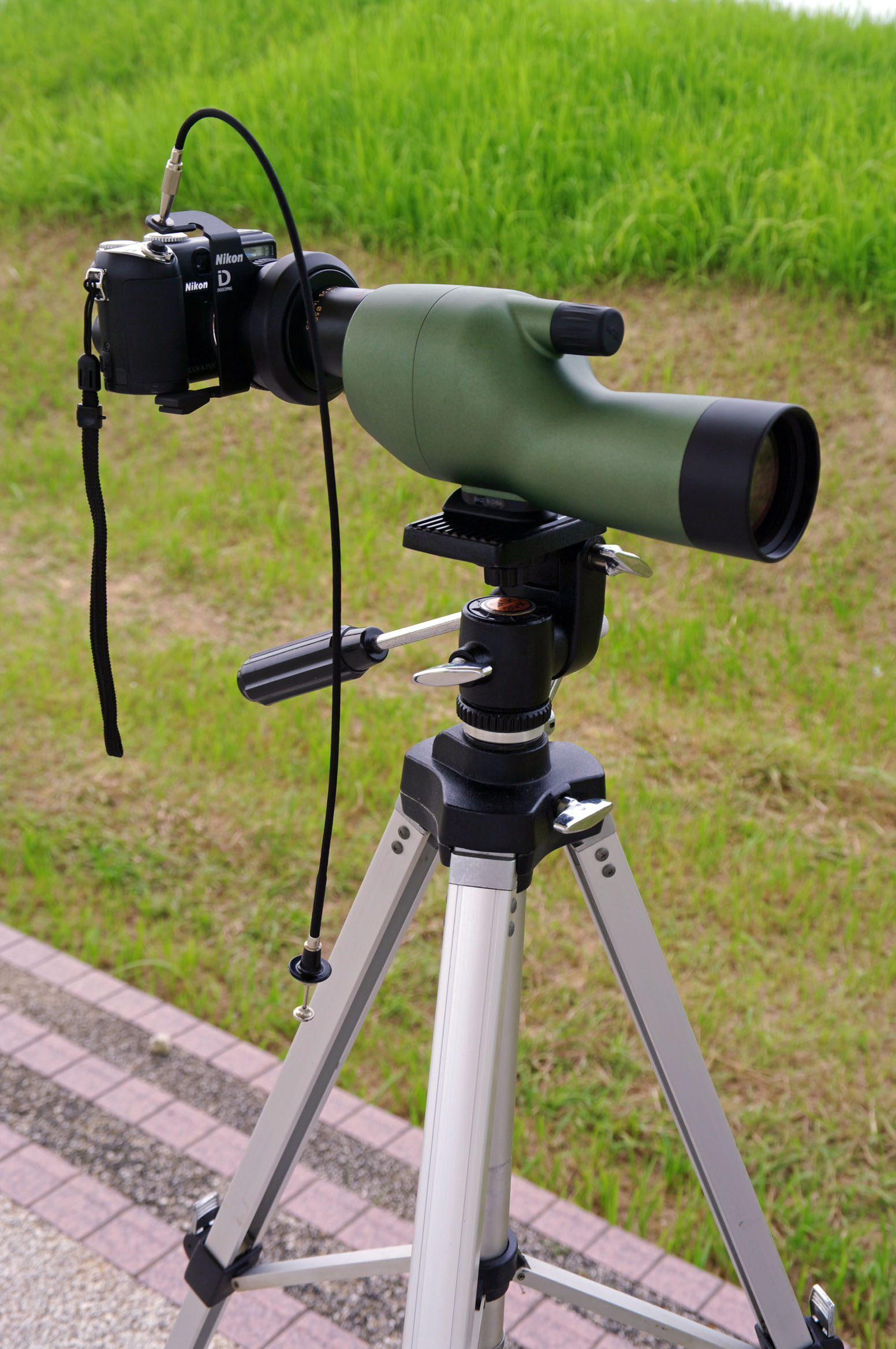
Catalejo en el que se ha montado una cámara fotográfica digital usando un adaptador. Métod afocal.

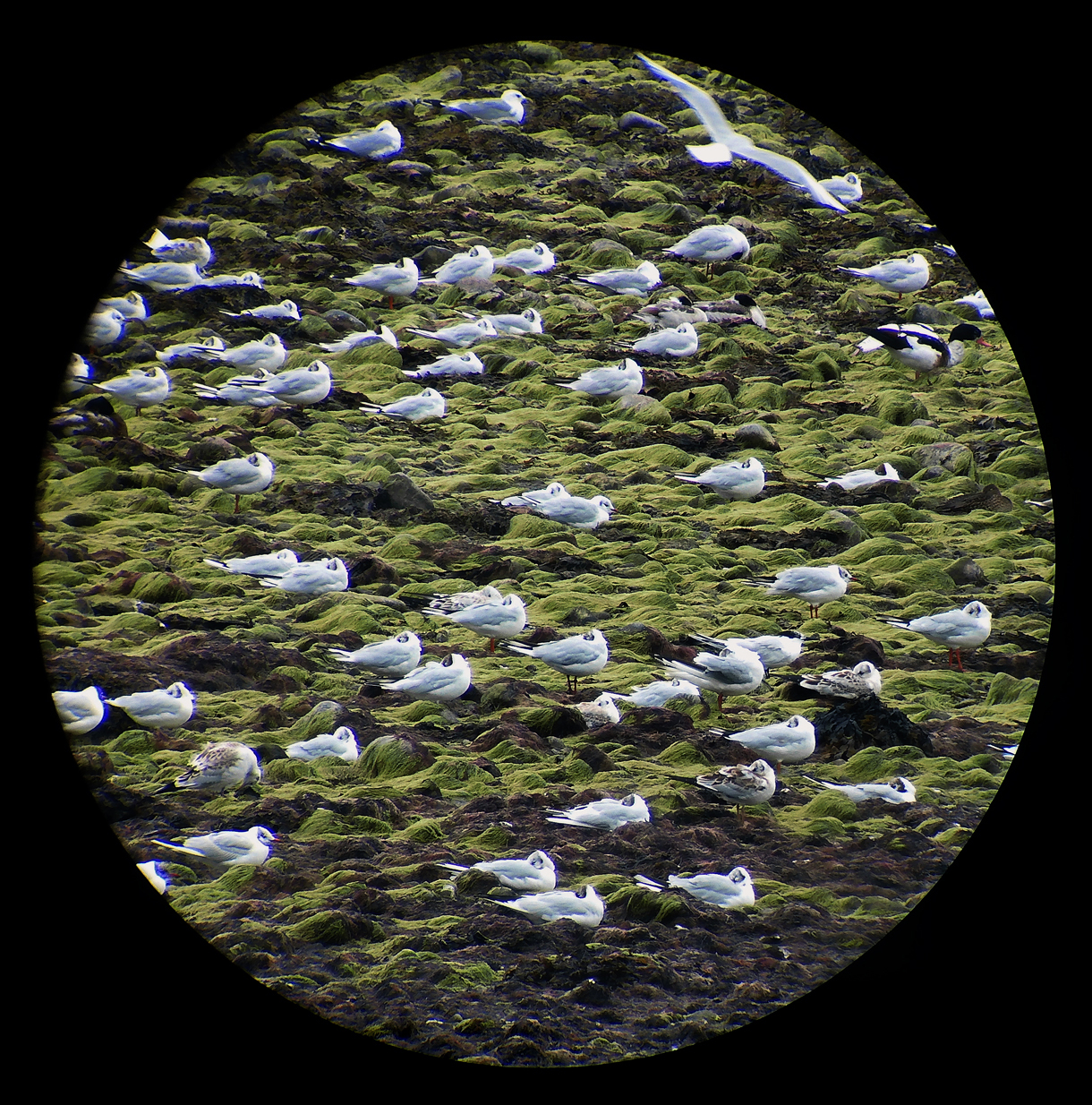
Una imagen típica de digiscopio, los binoculares tienen un aumento de 20 veces y la distancia focal de la cámara es de 24 mm, la distancia al sujeto es de unos 90 metros.

Digiscoping es una técnica de fotografía digital utilizando un telescopio y una cámara.
La técnica del digiscoping consiste en unir una cámara digital, réflex o compacta, con un telescopio terrestre o algunos astronómicos, utilizando entre ambos elementos el propio ocular del telescopio.  También se pueden utilizar unos prismáticos, un monóculo, un teléfono móvil provisto de cámara y por último una cámara de video.  Existen tres métodos diferenciados de acoplamiento: método afocal, método a foco primario y método por proyección por ocular. La versatilidad que estos tres métodos ofrecen, aportan una gran variedad de equipos con los cuales trabajar. El método a foco primario, aun siendo un método aceptado como parte de esta técnica, no se considera digiscoping, pues no utiliza un ocular propiamente dicho.
El término digiscoping viene de los vocablos ingleses “digital”, en referencia a las cámaras digitales, y “spotting scope”, referido a telescopio terrestre. Es el francés Alain Fosse quien ensambla ambos términos en una denominación que ya se ha popularizado, “digiscoping”.
Fue Laurence Poh (de origen Malasio) entre los años 1998 y 1999, quien vio las posibilidades que le ofrecía su cámara compacta digital acoplándola a su telescopio terrestre usado en la observación de aves. Muy pronto la técnica sufrió una rápida evolución gracias a los medios informáticos y a la propia red de internet, llegando hasta el grado de avances que hoy se pueden ver en el mercado, y que se han extendido por todo el mundo.
Esta unión entre cámara y telescopio es un potente equipo fotográfico, capaz de aproximar al fotógrafo a  cualquier objeto o sujeto, hasta límites que hace pocos años eran impensables. La longitud focal del digiscoping no tiene comparación con los teleobjetivos tradicionales. El digiscoping permite observar desde la distancia, a cualquier especie animal en su hábitat sin afectar su comportamiento, ya sean insectos, pequeños y grandes mamíferos o toda clase de aves.

## Ventajas
- Calidad-precio, los resultados son muy buenos sin tener que hacer grandes desembolsos, aunque los equipos que se configuran esperando una alta calidad también tienen un coste elevado.
- Permite actualizar la cámara comprando mejores modelos a medida que los fabricantes los sacan al mercado, ofreciendo ventajas y mejoras sobre sus predecesoras. Este hecho no afecta tanto a los telescopios pues los avances ópticos no aportan grandes diferencias a lo largo del tiempo y estos son compatibles con una amplia gama de modelos y marcas.
- Comodidad, el peso del adaptador y una cámara digital compacta es pequeño.
- Eficacia, el aumento de la imagen es mayor que el de los teleobjetivos, permitiendo imágenes documentales impensables tiempo atrás. Los ornitólogos tienen en el digiscoping un aliado a la hora de datar y gestionar sus citas de forma que aporten fiabilidad a sus trabajos.

## Inconvenientes
También se encuentran inconvenientes en esta técnica fotográfica. 
- Se debe tener en cuenta que al trabajar con una gran focal, cualquier pequeña vibración afecta en gran manera al conjunto del equipo, llegando a malograr en muchas ocasiones las imágenes resultantes.
- Otro inconveniente que tiene esta técnica es que siempre se enfoca de forma manual, lo que sin duda hace más lento el proceso de la obtención de una imagen.
- No todas las cámaras existentes en el mercado son apropiadas para acoplarlas a un telescopio. Un gran número de ellas son desechadas tanto por los ajustes que permiten como por el viñeteo que producen a lo largo del recorrido de su zoom.
- Son pocos los fabricantes, tanto de material óptico como fotográfico, que apuestan por esta técnica, haciendo difícil encontrar un equipo ideal para la práctica del digiscoping.

## Material necesario
- Telescopio.[3]
- Cámara digital o teléfono inteligente.
- Adaptador. Es necesario para acoplar la cámara digital o el teléfono inteligente al telescopio.
- Trípode. Al usar un trípode se reducen las vibraciones y se evita que las fotografías salgan movidas.
- Disparador a distancia. No es imprescindible. Permite hacer fotografías sin tener que tocar la cámara digital o el teléfono inteligente. De esta forma, se evitan posibles vibraciones en el momento de hacer la fotografía.